# Byttneria ivorensis
Byttneria ivorensis es una especie de plantas con flores perteneciente a la familia Malvaceae (o Sterculiaceae que también es considerada válida). Es una especie de árbol que ahora se considera extinto.
Fue identificado desde un simple espécimen de herbario recogido en la Selva húmeda guineana de Costa de Marfil.

## Taxonomía
Byttneria minytricha fue descrita por Nicolas Hallé y publicado en Adansonia: recueil périodique d'observations botanique, n.s. 2(2): 287. 1962.